# Аріадна (підприємство)
ТОВ «Аріадна» — підприємство у місті Сарапул в Удмуртії, Росія. За своєю спеціалізацією відноситься до швейної промисловості, а саме виробництва спортивного одягу.
У червні 1934 року була прийнята постанова щодо створення у Сарапулі швейної фабрики. У серпні почалось переобладнання недобудованого Будинку комуни. Чисельність персоналу тоді становила 120 осіб, з яких вміли шити лише 21 особа. У першій роки свого існування фабрика випускала наступну продукцію: тілогрійки та шаровари ватні, куртки та штани брезентові, бавовняні, спрощені, рукавиці брезентові та комбіновані. Перша продукція була видана вже у грудні того ж року, це були комплекти ватних тілогрійок та шаровар. У роки війни фабрика випускала одяг для військових: шинелі, гімнастерки, натільну білизну, шоломофони для льотчиків та танкістів. За 1941–1945 роки підприємство випустило 2,5 млн штук армійського обмундирування.
У 1960-ті-1970-ті роки фабрика була реконструйована, почався випуск чоловічих шерстяних костюмів, шкільної форми для хлопчиків, курток зі штучної шкіри. У 1970-ті роки починається випуск нової продукції, це були джинсові чоловічі штани, плащі зі штучної шкіри, крімпленські чоловічі костюми, штани з мікровельвету. 1982 року почато випуск курток із плащової тканини та тканини «болонья». У 1980-их роках відбувається заміна обладнання, в тому числі на імпортне. З початку 1990-их років фабрика випускає чоловічі, жіночі та дитячі куртки-вітровки із капрону та змішаних тканин, камуфляжні костюми. Щорічно модельєрами розробляється до 90 нових моделей одягу. З 1993 року фабрика стала ТОВ, і вже на 1995 рік випустила продукції на 9,2 млрд рублів.